# ميقونة رفيعة الصفائح
ميقونة رفيعة الصفائح (الاسم العلمي:Mucuna stenoplax) هي نوع من النباتات تتبع جنس الميقونة من الفصيلة البقولية.